# Eternity 容祖兒演唱會
新濠風尚呈獻：「新濠尊屬系列」Eternity 容祖兒演唱會（英語：Melco Style Presents: Joey Yung ETERNITY Live in Macau），是香港女歌手容祖兒第十三次正式主題演唱會，亦是其首次舉辦駐唱表演，於澳門新濠影滙旗下表演場館「新濠影滙綜藝館」進行，每場演出時間約90分鐘。第一階段演唱會於2023年4月1日首演，持續四個週末，共8場。第二階段於2024年7月13日首演，持續六個週末，共12場。第三階段於2025年4月12日首演，持續五個週末（及公眾假期5月1日），共10場。

## 簡介
2021年6月9日，新濠博亞娛樂宣佈將於澳門大型綜合娛樂度假村新濠影滙推出一系列專場駐唱演出，為亞洲首個拉斯維加斯模式的長期表演企劃，容祖兒同黎明、郭富城受邀為該預計橫跨三年的娛樂項目舉辦合共90場「新濠巨星尊属系列」個人演唱會。同日，容祖兒於社交媒體宣布將與新濠影滙展開為期三年的駐唱合作，計劃於其旗下表演場館「新濠影滙綜藝館」舉辦30場全新主題的個人演唱會。
|                      | 一直好喜歡澳門呢個綜合娛樂表演場地，最深印象係麥當娜都曾經係呢個場地開過騷，所以我都好期望呢30場演出，想同主辦單位擦出更多火花，我個演唱會將會係一個全新嘅製作，依家一切都係初步構思中，但無論點，希望喺我個唱度，我嘅演出唔會歌迷失望啦，到時可以畀歌迷睇到更好多視覺、舞台新體驗，仲可以同歌迷有近距離接觸。 |
| ——容祖兒接受采訪[11] | |
2023年1月，新濠影滙宣佈因新型冠狀病毒疫情延期两年的駐唱企劃正式啟動，並由容祖兒作為首位登場歌手展開全新主題個唱，舞台設計、服飾以及歌曲與舞蹈的編排為場地專屬度身訂造。第一階段於2023年4月1日首演，持續四個週末，合共8場演出。第一階段演唱會門票（含酒店住宿套票）於2月9日起為「新濠風尚」會員開放優先預訂，2月13日起正式發售。2023年2月7日，容祖兒官方社交媒體（Instagram、微博）上載為本次演唱會拍攝的全新視覺形象並更換賬戶頭像，並於次日線上記者會正式公布演出及售票相關信息。
2024年4月12日，新濠影滙宣佈容祖兒將於2024年7月至8月再度登陸新濠影匯綜藝館，展開第二階段駐唱演出，持續六個週末，共12場。第二階段演唱會門票（含多種住宿及餐飲娛樂套票）於2024年5月14日起為「新濠風尚」會員開放優先預訂，5月21日起正式發售，部分檔位門票於預售首日即宣告售罄。
2025年3月6日，新濠影滙宣佈容祖兒將於2025年4月至5月展開第三階段演唱會，持續五個週末，共10場。第三階段演唱會門票（含多種住宿及餐飲娛樂套票）於2025年3月6日起於新濠風尚微信小程式、大麥網、貓眼娛樂開放優先預訂。

## 場次
| 場次     | 日期          | 國家／地區 | 城市     | 場館           | 附註               |
| 第一階段 | 第一階段      | 第一階段   | 第一階段 | 第一階段       | 第一階段           |
| -------- | ------------- | ---------- | -------- | -------------- | ------------------ |
| 1        | 2023年4月1日  | 澳門       | 澳門     | 新濠影滙綜藝館 | [ 17 ] [ 18 ]      |
| 2        | 2023年4月2日  | 澳門       | 澳門     | 新濠影滙綜藝館 | [ 19 ]             |
| 3        | 2023年4月8日  | 澳門       | 澳門     | 新濠影滙綜藝館 |                    |
| 4        | 2023年4月9日  | 澳門       | 澳門     | 新濠影滙綜藝館 | [ 20 ]             |
| 5        | 2023年4月15日 | 澳門       | 澳門     | 新濠影滙綜藝館 |                    |
| 6        | 2023年4月16日 | 澳門       | 澳門     | 新濠影滙綜藝館 |                    |
| 7        | 2023年4月22日 | 澳門       | 澳門     | 新濠影滙綜藝館 | [ 21 ] [ 22 ]      |
| 8        | 2023年4月23日 | 澳門       | 澳門     | 新濠影滙綜藝館 | [ 23 ]             |
| 第二階段 |               |            |          |                |                    |
| 9        | 2024年7月13日 | 澳門       | 澳門     | 新濠影滙綜藝館 | [ 5 ] [ 6 ] [ 24 ] |
| 10       | 2024年7月14日 | 澳門       | 澳門     | 新濠影滙綜藝館 |                    |
| 11       | 2024年7月20日 | 澳門       | 澳門     | 新濠影滙綜藝館 |                    |
| 12       | 2024年7月21日 | 澳門       | 澳門     | 新濠影滙綜藝館 |                    |
| 13       | 2024年7月27日 | 澳門       | 澳門     | 新濠影滙綜藝館 |                    |
| 14       | 2024年7月28日 | 澳門       | 澳門     | 新濠影滙綜藝館 |                    |
| 15       | 2024年8月10日 | 澳門       | 澳門     | 新濠影滙綜藝館 |                    |
| 16       | 2024年8月11日 | 澳門       | 澳門     | 新濠影滙綜藝館 | [ 25 ]             |
| 17       | 2024年8月17日 | 澳門       | 澳門     | 新濠影滙綜藝館 |                    |
| 18       | 2024年8月18日 | 澳門       | 澳門     | 新濠影滙綜藝館 |                    |
| 19       | 2024年8月24日 | 澳門       | 澳門     | 新濠影滙綜藝館 | [ 26 ] [ 27 ]      |
| 20       | 2024年8月25日 | 澳門       | 澳門     | 新濠影滙綜藝館 | [ 28 ] [ 29 ]      |
| 第三階段 |               |            |          |                |                    |
| 21       | 2025年4月12日 | 澳門       | 澳門     | 新濠影滙綜藝館 | [ 30 ] [ 31 ]      |
| 22       | 2025年4月13日 | 澳門       | 澳門     | 新濠影滙綜藝館 | [ 32 ]             |
| 23       | 2025年4月19日 | 澳門       | 澳門     | 新濠影滙綜藝館 |                    |
| 24       | 2025年4月20日 | 澳門       | 澳門     | 新濠影滙綜藝館 |                    |
| 25       | 2025年5月1日  | 澳門       | 澳門     | 新濠影滙綜藝館 | [ 33 ]             |
| 26       | 2025年5月3日  | 澳門       | 澳門     | 新濠影滙綜藝館 | [ 34 ]             |
| 27       | 2025年5月10日 | 澳門       | 澳門     | 新濠影滙綜藝館 |                    |
| 28       | 2025年5月11日 | 澳門       | 澳門     | 新濠影滙綜藝館 |                    |
| 29       | 2025年5月17日 | 澳門       | 澳門     | 新濠影滙綜藝館 |                    |
| 30       | 2025年5月18日 | 澳門       | 澳門     | 新濠影滙綜藝館 | [ 7 ] [ 35 ]       |

## 表演曲目
以下列表僅代表2023年4月1日首場表演曲目，具體曲目在其他各場次可能出现變化。
Act 1: MOMENT WE SHARE
1. 一種永遠
2. 最後的茱麗葉
3. 這麼近那麼遠（原唱：張學友）
4. 東京人壽

Act 2: EXOTIC
1. 桃色冒險
2. GOTTA GET HIGH（串場演奏）
3. Lovin' U
4. 不容錯失

Act 3: LONELY RAIN
1. 小小（國）（鋼琴彈唱）
2. 第一百個我（國）
3. 獨照（國）
4. 就讓這大雨全都落下（國）

Act 4: CRAZY MEDLEY
1. 跑步機上（串場影片）
2. Medley：亞亞亞（國）／另眼相看／Pretty Crazy／越唱越強／隆重登場

Act 5: BIG HITS
1. 黃昏點唱機（串場影片）
2. 心淡（替換曲目）
3. 煙霞＋習慣失戀（替換曲目）
4. 爭氣（替換曲目）
5. 心之科學

- 第二場（2023年4月2日）：痛愛、麻煩你＋抱抱、搜神記
- 第三場（2023年4月8日）：空港、山口百惠＋愛一個上一課、花千樹
- 第四場（2023年4月9日）：連續劇、16號愛人＋誰來愛我、想得太遠
- 第五場（2023年4月15日）：告解、可歌可泣＋損友、世上只有、心淡
- 第六場（2023年4月16日）：逃避你、新貴＋天窗、特別嘉賓、16號愛人、痛愛
- 第七場（2023年4月22日）：黃色大門、雙冠軍＋舊日回憶的山丘、阿門、心淡、16號愛人
- 第八場（2023年4月23日）：一拍兩散、無人知道雙子座＋痛愛、Medley：再見我的初戀／怯／花千樹／天窗／16號愛人／阿門／愛一個上一課
- 第二階段（2024年）場次新增：九秒九（替換：小小）、One Last Time（第十一場起，增至〈亞亞亞〉之前）、全身暑假（第十五場起，增至〈不容錯失〉之後），刪除：小小、越唱越強
- 第九場（2024年7月13日）：心淡、Medley：心病／身驕肉貴／心甘命抵／出賣／續集／連續劇
- 第十場（2024年7月14日）：煙霞、Medley：貪慕虛榮／損友／密友／分身術／爲你萬歲／一拍兩散／早有預謀
- 第十一場（2024年7月20日）：黃色大門、Medley：最後勝利／呼天不應／愛怪物的你／貪嗔痴／麻煩你／借過／罪魁
- 第十二場（2024年7月21日）：最好時光、Medley：可歌可泣／損友／密友／分身術／爲你萬歲／一拍兩散／早有預謀、16號愛人（清唱）
- 第十三場（2024年7月27日）：習慣失戀、搜神記（清唱）、Medley：怯／身驕肉貴／心甘命抵／出賣／續集／連續劇
- 第十四場（2024年7月28日）：花千樹、痛愛（清唱）、Medley：最後勝利／呼天不應／愛怪物的你／貪嗔痴／麻煩你／借過／心淡
- 第十五場（2024年8月10日）：世上只有、Medley：怯／想得太遠／與蝶同眠／ 16號愛人／阿門／愛一個上一課、痛愛（清唱）
- 第十六場（2024年8月11日）：黃色大門、搜神記、連續劇（清唱）、Medley：抱抱／損友／密友／分身術／爲你萬歲／一拍兩散／早有預謀
- 第十七場（2024年8月17日）：爭氣、Medley：未知／怯／花千樹／天窗／16號愛人／阿門／愛一個上一課、心淡／麻烦你（清唱）
- 第十八場（2024年8月18日）：空港、Medley：逃避你／呼天不應／貪嗔癡／麻煩你／借過／習慣失戀
- 第十九場（2024年8月24日）：我的驕傲、這分鐘更愛你、Medley：去火星戀愛／身驕肉貴／心甘命抵／出賣／續集／連續劇、心淡、搜神記（清唱）／麻煩你（清唱）
- 第二十場（2024年8月25日）：黃色大門、特別嘉賓、舊日回憶的山丘、StarLight Classic Medley：再見我的初戀／痛愛／逃避你／誰來愛我／損友／抱抱／想得太遠／習慣失戀／一拍兩散／心淡
- 第三階段（2025年）場次新增：赤地雪（替換：最後的茱麗葉）、最好時光（替換：這麼近那麼遠）、九秒九（替換：小小）、沒關係（國）（替換：第一百個我）、煙霞（替換：獨照）、One Last Time（增至〈亞亞亞〉之前）、喜喜（替換：另眼相看）、空港（結他彈唱）（增至替換曲目之前），刪除：最後的茱麗葉、這麼近那麼遠、小小、第一百個我、獨照、另眼相看、越唱越強
- 第二十一場（2025年4月12日）：流沙（國）、Medley：心淡／世上只有／痛愛／破相／花千樹／16號愛人／習慣失戀／心之科學
- 第二十二場（2025年4月13日）：謝謝你愛我（國）、Medley：心淡／世上只有／痛愛／破相／花千樹／16號愛人／習慣失戀／心之科學
- 第二十三場（2025年4月19日）：阿門（替換：赤地雪）、流沙（國）、Medley：心淡／世上只有／痛愛／續集／連續劇／16號愛人／習慣失戀／心之科學
- 第二十四場（2025年4月20日）：牆紙（替換：煙霞）、明天愛誰（國）、我也不想這樣（歌迷合唱）、 Medley：心淡／世上只有／痛愛／續集／連續劇／16號愛人／習慣失戀／心之科學
- 第二十五場（2025年5月1日）：怯（替換：沒關係）、告解、特別嘉賓（歌迷合唱）、 Medley：心淡／世上只有／痛愛／搜神記／爭氣／16號愛人／習慣失戀／心之科學
- 第二十六場（2025年5月3日）：怯（替換：沒關係）、舊日回憶的山丘、想得太遠（歌迷合唱）、 Medley：心淡／世上只有／痛愛／損友／心甘命抵／16號愛人／習慣失戀／心之科學
- 第二十七場（2025年5月10日）：黃色大門（替換：煙霞）、獨照（國）、心淡（歌迷合唱）、Medley：心淡／世上只有／痛愛／抱抱／麻煩你／16號愛人／習慣失戀／心之科學
- 第二十八場（2025年5月11日）：牆紙（替換：煙霞）、明日恩典（結他彈唱）、小天使、告解（歌迷合唱）、但你要甜（未發表新歌首唱）、Medley：心淡／世上只有／痛愛／誰來愛我／逃避你／16號愛人／習慣失戀／心之科學
- 第二十九場（2025年5月17日）：但你要甜、Medley：心淡／世上只有／痛愛／天之驕女／天窗／16號愛人／習慣失戀／心之科學
- 第三十場（2025年5月18日）：最後的茱麗葉（替換：赤地雪）、怯（替換：沒關係）、但你要甜、愛一個上一課（歌迷合唱）、Medley：心淡／世上只有／痛愛／損友／心甘命抵／破相／花千樹／誰來愛我／逃避你／16號愛人／習慣失戀／心之科學